# Джонстон, Чарлз
Чарлз Джонстон (англ. Charles Johnston; 17 февраля 1867 — 16 октября 1931) — ирландско-американский теософ, журналист, писатель, санскритолог.

## Биография
Чарлз Джонстон родился недалеко от Даунпатрика в графстве Даун, Северная Ирландия. Учился в Дублине в средней школе Эразмуса Смита вместе с У. Б. Йейтсом и Д. У. Расселлом. В 1885 году они основали Дублинское Герметическое общество, позднее преобразованное в ирландскую секцию Теософского общества.
В 1887 году после окончания в Дублине Тринити-колледжа Джонстон переехал в Лондон, где встретился с Е. П. Блаватской. В 1888 году он женился на её племяннице В. В. Желиховской. Вскоре после этого поступил на государственную службу в Индии в качестве помощника магистрата, но был вынужден через полтора года уволиться по медицинским показаниям.
В 1896 году Чарлз и его жена эмигрировали в Соединенные Штаты. Он стал работать в Нью-Йорке журналистом, публикуя статьи на восточную тематику в таких изданиях, как New York Times Book Review, North American Review, Atlantic Monthly и др. Читал лекции в Колумбийском университете, занимался переводом книг с русского, немецкого и санскрита. Некоторое время был президентом нью-йоркского отделения Ирландского литературного общества. На счету Джонстона более двухсот различных публикаций.

## Комментарии
1. ↑  Племянница Е. П. Блаватской, дочь её сестры В. П. Желиховской[1][2].
2. ↑  Эмигрировал в США в 1896, получил американское гражданство в 1903[2][3].
3. ↑  «72 works in 278 publications in 3 languages and 5,180 library holdings»[7].